# San Pedro de Portomarín
Portomarín (llamada oficialmente San Pedro de Portomarín) es una parroquia española del municipio de Puertomarín, en la provincia de Lugo, Galicia.

## Organización territorial
La parroquia está formada por tres entidad de población:
- A Fonte de Agra
- O Bautista
- San Pedro

## Demografía
Los datos demográficos de las tres entidades de población de esta parroquia están incluidas en el INE español y el IGE gallego, en la parroquia de San Nicolás de Portomarín, bajo la denominación conjunta de San Pedro.